# Florida (Massachusetts)
Pour les articles homonymes, voir Florida.
Florida est une ville du Comté de Berkshire dans l’État du Massachusetts.
Elle a été incorporée en 1805.
Sa population était de 694 habitants en 2020.